# 土壌履歴効果
土壌履歴効果（どじょうりれきこうか、英語: Soil legacy effect）は、陸上生態系における、地下部生態系の改変を介した、生態学的攪乱の間接的・長期的な次代以降の地上部生態系への影響を意味する生態学用語・概念である。

## 解説
土壌履歴効果は植物による生命活動や森林伐採、火災、農耕、開発などの人間活動などが地下部生態系を改変し、その波及効果がより後代の地上部生態系の構成種に時間的な断絶を越えて作用することによって発生する。
また、この概念は地上部‐地下部相互作用という概念に準拠している。これは土壌微生物や土壌動物などを含む地下部生態系と植物や植食者、その捕食者などを含む地上部生態系の間に観察される相互作用のことであり、これが生態系の機能や性質に重大な影響を及ぼすことが土壌履歴効果の元となっている。

## 事例
- コントルタマツ - 実生を育成する土に伐採またはサルベージ伐採を受けたコントルタマツ林から抽出した土壌微生物を接種したところ、通常のコントルタマツ林由来の土壌微生物を接種した場合に比べて実生の重量もしくは地上高が小さくなった[3]。
- クロトウヒ - アラスカでは、クロトウヒが優占する森林において、発生する森林火災が重度であるほどその場所に後に成立する二次林が元のクロトウヒ優占林よりも落葉性樹木の優占度の高い森林となる[4]。

## 展望
菌根菌・根粒菌・線虫などに代表される地下部生態系の構成種は植物を介して植食者、さらにはその捕食者にまで波及的に効果を及ぼしうることが知られている。このことから土壌履歴効果についても地上部生態系の高次捕食者にまで影響を及ぼす波及的な効果がありうることが示唆される。そして、現在生態学的攪乱を受けている様々な生態系について土壌履歴効果が存在するのか、また存在するのであればその可塑性や影響の大きさなどについて研究の進展が望まれる。